# Kluski
Kluski (al singolare: klusek o kluska) è un termine polacco generico, usato per indicare tutte le tipologie di ravioli soffici e mollicci, generalmente privi di un ripieno. Talvolta, il termine può riferirsi anche ai noodles e alla pasta in generale, specialmente se servita dentro a una zuppa. In realtà, i kluski sono distinti dai pieroghi e dai piatti di pasta semplici. Esistono diverse varianti di kluski in base agli ingredienti principali e al metodo di preparazione.

## Varietà
- Kopytka ("piccoli zoccoli"): composti da purea di patate, farina e uova. Sono simili agli gnocchi italiani ma si distinguono principalmente dalla forma, dal momento che dovrebbero presumibilmente ricordare la forma degli zoccoli degli animali.
- Kluski leniwe ("ravioli pigri") talvolta chiamati anche pierogi leniwe nonostante siano una tipologia di kluski piuttosto che di pieroghi. Sono costituiti da formaggio fresco (quark), farina, uova e spesso vengono dolcificate con lo zucchero. Il nome fa riferimento alla loro semplice e veloce preparazione dal nulla, ideale per cuochi "pigri". La loro forma tradizionale è piatta, tagliata diagonalmente, ricordando la sagoma dei diamanti, con un leggero motivo a quadri nella parte superiore. Questa varietà costituisce una delle poche varianti dolci, specialmente se servita a dei bambini, nonostante esistano, naturalmente, anche ricette salate della stessa varietà.
- Kluski śląskie ("ravioli silesiani") sono ravioli appiattiti, dalla forma circolare e di una misura compresa tra i 3 centimetri e i 5 centimetri, composti da purea di patate, fecola di patate e uova. Generalmente serviti con del sugo di carne, la loro caratteristica distintiva consiste in un piccolo foro o fossetta nella parte centrale. I Kluski czarne ("ravioli neri"), conosciuti anche come kluski żelazne ("ravioli di ferro") o kluski szare ("ravioli grigi"), sono una varietà dikluski śląskie diffusi nell'alta Slesia. Oltre alla purea di patate e alla farina, vengono aggiunte all'impasto delle patate grattugiate, le quali gli conferiscono un colore distintivo. Nelle regioni in cui sono diffusi, i ravioli bianchi e quelli neri vengono serviti insieme nello stesso pasto.
- Kluski lane ("noodles colati"), una varietà molto sottile ottenuta versando un impasto acquoso, preferibilmente composto da uova e farina, nell'acqua bollente o direttamente in una zuppa.
- Kluski kładzione ("ravioli sdraiati"), una varietà costituita da uova, latte e farina, caratterizzata da una forma a mezzaluna, ottenuta sfregando l'impasto spesso con l'estremità di un cucchiaino e successivamente facendosdraiare le fette nell'acqua bollente. Talvolta, viene aggiunta all'impasto dell'acqua tonica.
- Pampuchy, anche conosciuti come pyzy drożdżowe ("gnocchi di lievito"), kluski drożdżowe ("ravioli di lievito"), kluski na parze ("ravioli al vapore"), oppure regionalmentekluchy z łacha ("ravioli da un panno") o come in Slesia buchty (da non confondere con una sorta di panini dolci con lo stesso nome, i buchteln), una varietà diffusa principalmente nella Grande Polonia, "parenti alla lontana" dei cechi canederli (dal tedesco knödel). Si distinguono dalle altre varietà per il fatto di essere preparati da un impasto lievitato e cotto al vapore, piuttosto che bollito. Spesso vengono serviti con delle glasse dolci, come il burro fuso e il caramello, oppure con una purea di fragole o con il powidl.
- Pyzy ziemniaczane ("gnocchi di patate"), l'unica varietà di kluski con un ripieno, composti da patate crude o schiacciate, farina e uova. Sono generalmente più grandi degli altri kluski, hanno una forma circolare e possono contenere un ripieno sia dolce che salato. Quando il ripieno è dolce, vengono anche chiamati knedle, mentre quelli che presentano un ripieno salato variano ampiamente a seconda della regione di provenienza e possono essere simili ai cepelinai tipici della Lituania.
- Kluchy połom bite

## Piatti simili
- Knedle, una varietà di ravioli ripieni dolci
- Pieroghi, una varietà polacca di ravioli ripieni
- Knodel, un piatto simile della Germania
- Gnocchi, un piatto simile originario dell'Italia
- Spätzle, un piatto simile originario della Germania